# Carrera de palomas

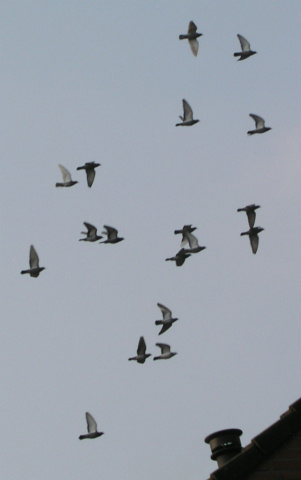
la carrera de palomas involucra el vuelo de palomas especialmente entrenadas para recorrer largas distancias.

La carrera de palomas es un deporte que involucra la liberación de palomas mensajeras especialmente entrenadas para la competición en velocidad de regreso a sus nidos desde una distancia cuidadosamente medida. El tiempo que le toma al ave para cubrir la distancia especificada es medido y la velocidad del viaje es calculada y comparada con la de todas las otras palomas participantes en la carrera para determinar cual animal regresó a mayor velocidad.
La ganadora de una carrera de palomas es el ave con la velocidad más alta, es decir, la distancia volada dividida entre el tiempo que demoró. Las carreras son a menudo ganadas o perdidas por diferencias de segundos, y para su medición se han desarrollado muchos aparatos de medición del tiempo. El método tradicional de registro de tiempo involucra a anillos de goma que se colocan en un reloj especialmente diseñado, mientras que los desarrollos más novedosos usan etiquetas RFID para registrar el tiempo de llegada.
Aunque no hay una prueba definitiva, hay razones que llevan a pensar que el deporte de la carrera de palomas puede remontarse al menos hasta el 220 de nuestra era o posiblemente desde antes. Este deporte alcanzó una gran popularidad en Bélgica a mediados del siglo XIX. Los aficionados a las palomas de Bélgica estaban tan atrapados por el hobby que comenzaron a desarrollar palomas criadas especialmente para el vuelo rápido de larga duración llamadas Voyageurs (viajeras).  Desde Bélgica la versión moderna del deporte y las Voyageurs que los aficionados de Flandes desarrollaron se dispersó a la mayor parte del mundo. Una vez muy popular, el deporte ha experimentado un decrecimiento en participantes en años recientes, posiblemente debido a un elevado costo de la vida y al envejecimiento de los aficionados.
Un desarrollo reciente en el deporte de carrera de palomas es el de "carrera de un único alojamiento", donde las aves compiten entre sí bajo el mismo régimen de entrenamiento, en un esfuerzo por distinguir a las mejores aves en vez de a los mejores entrenadores. A estos establecimientos de los denomina "Colombódromos" nombre este asignado por el colombófilo español Don Carlos Marques Prats, uno de los impulsores de este tipo de carreras, en analogía semántica a los autódromos, galgódromos  o hipódromos. 

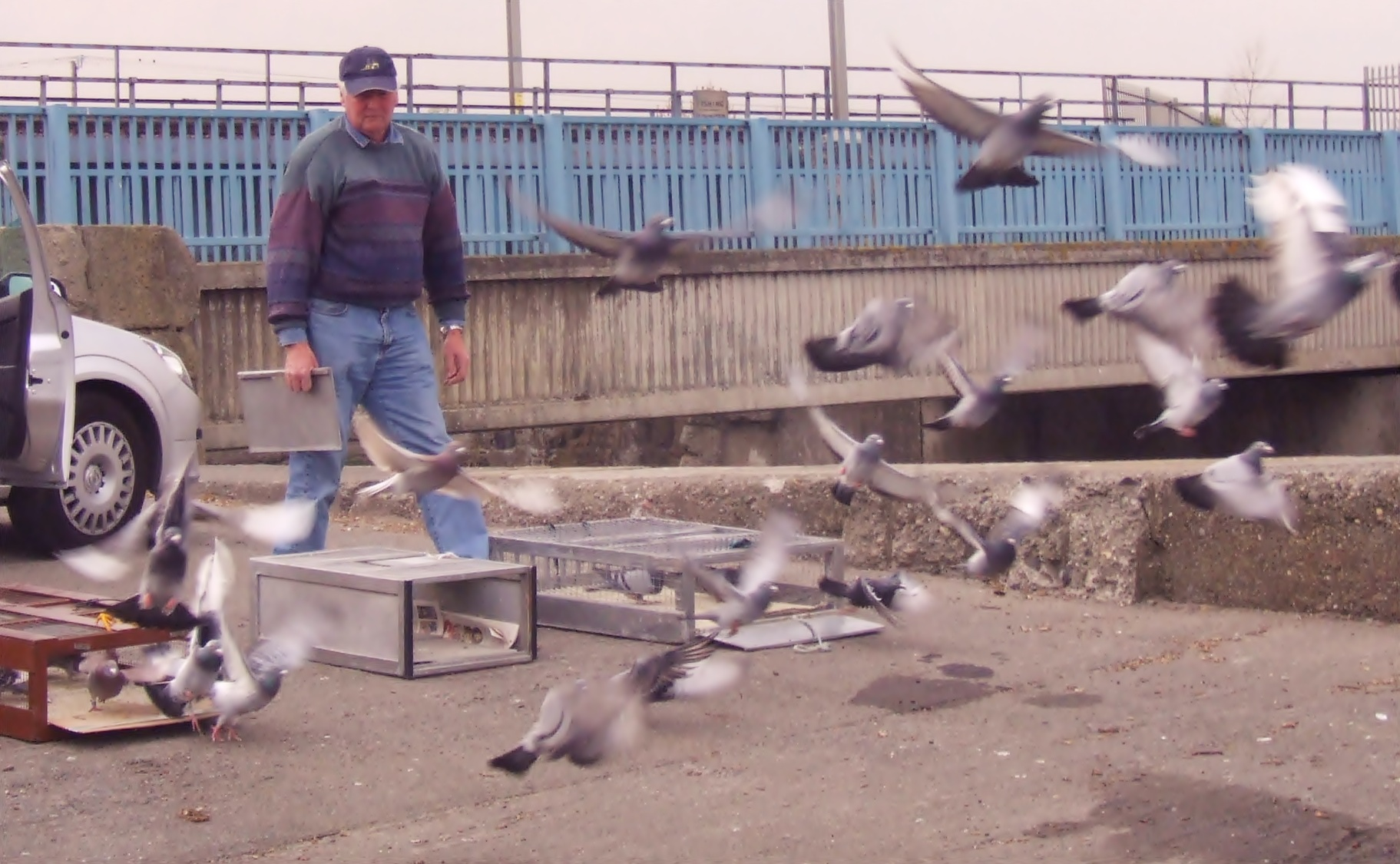
Liberación de palomas de carrera en el Clontarf Pigeon Club en Bray, Co. Wicklow, Irlanda.

## Historia
Las palomas han estado domesticadas durante miles de años. Las predecesoras de las palomas de carreras de la actualidad fueron las palomas criadas por su capacidad de regreso a casa, primariamente para transportar mensajes. Las palomas mensajeras se han establecido por todo el mundo y, mientras son usadas mayormente en usos militares, algunas mantienen aún estos servicios. Las carreras de palomas modernas se originaron en Bélgica a mediados del siglo XIX.

## Competición
Brevemente, las aves competidoras son sacadas de su alojamiento y deben competir en su regreso a casa. El tiempo que se toman y la distancia que recorren se registra y el ave más veloz es declarada ganadora. Las distancias de las carreras son generalmente de 100 a 1000 km. En los Estados Unidos se han registrado carreras con vuelos de hasta 1800 km.
Suponiendo que sobreviva los muchos peligros que se asocian a las carreras, una paloma podría competir desde que tiene unos seis meses y estar aún en competición con más de diez años de edad. Sin embargo tales casos no son comunes y el promedio de edad máxima de servicios de una paloma de carrera raramente sobrepasa los tres años.[cita requerida]
Para competir en la carrera, debe tener una anilla permanente de numeración única que es puesto en el tarso cuando tiene unos cinco días de edad. Para realizar una carrera, las palomas competidoras deben ser ingresadas en la carrera, generalmente en la casa de sede del club, y ser llevadas lejos de sus casas para ser liberadas a un tiempo y a una localización predeterminados. La distancia entre el alojamiento del nido del ave y el punto de competencia es medido con GPS y el tiempo que se toma la paloma para regresar es medido usando uno de los dos métodos aceptables. A veces, en algunas ligas, hay dos categorías. Una para las aves jóvenes (usualmente de un año en su primera competición) y otra para las aves viejas.

### Método de cronometraje tradicional

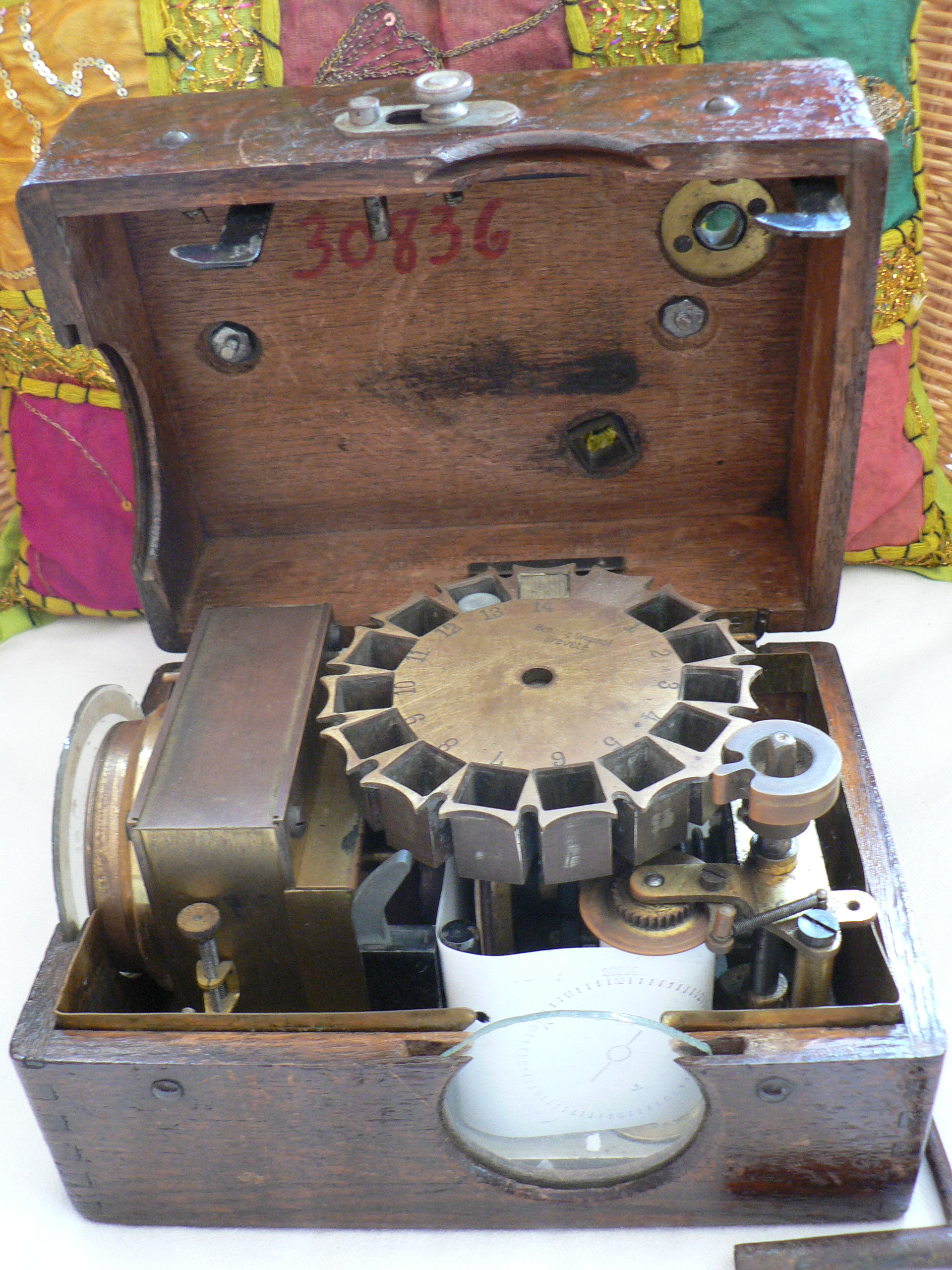
Interior de un viejo reloj para palomas.

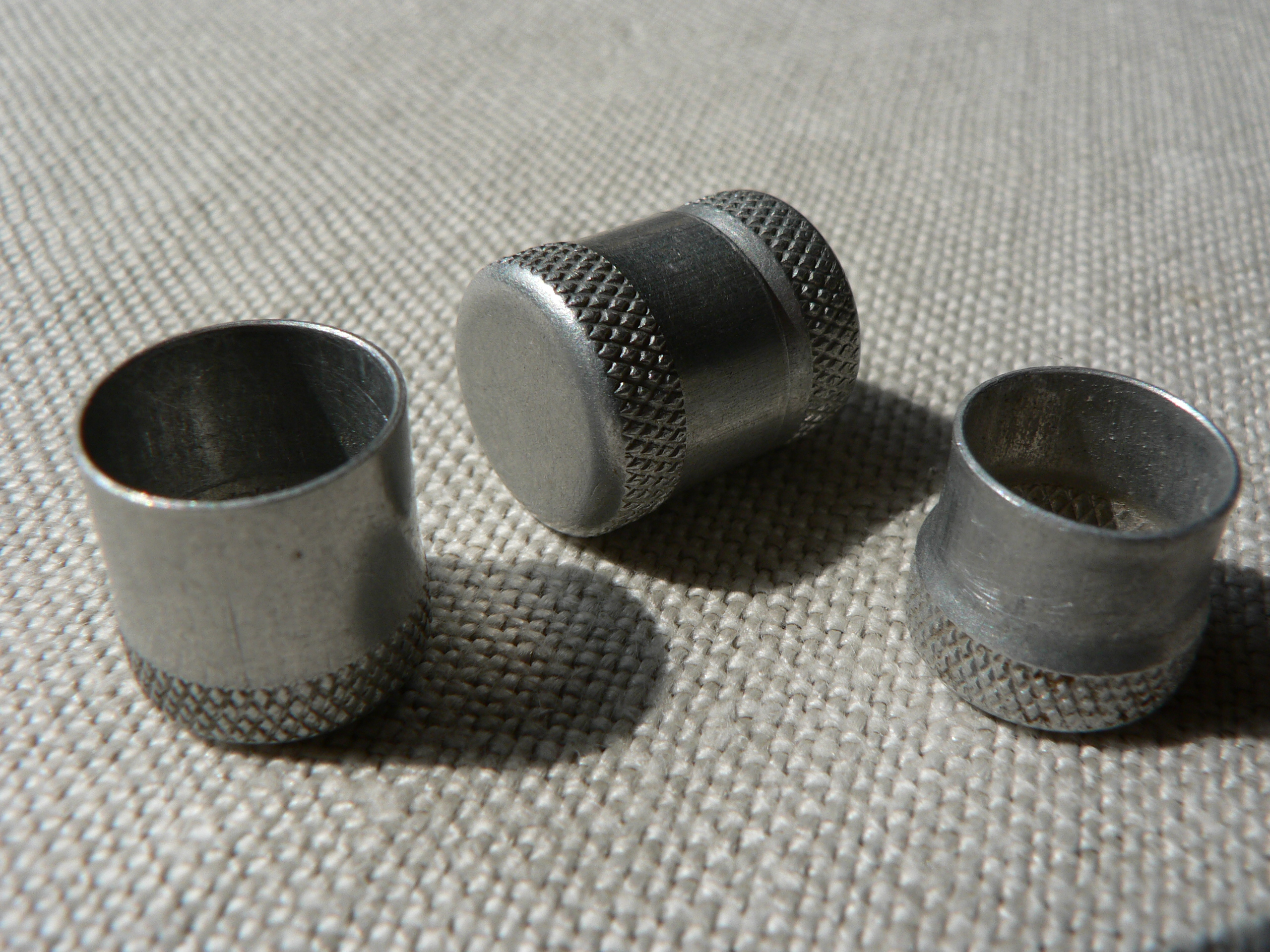
Algunos relojes de palomas de viejo estilo usan dedales.

El método tradicional de cronometraje de carreras de palomas involucra anillos de goma con números seriados únicos y un reloj de carreras de palomas especialmente diseñado. El anillo se pone alrededor de tarso del ave antes de ser enviada a la carrera. El número seriado se registra, el reloj es puesto a punto y sellado, y el ave lleva el anillo a casa.
Cuando la primera ave retorna, su entrenador le saca el anillo y lo introduce en una ranura del reloj. El tiempo en que el anillo fue introducido es registrado y resulta el tiempo oficial en que la paloma llegó a casa. De este tiempo impreso se calcula la velocidad promedio con la que hizo el recorrido y así puede determinarse una ganadora en la carrera.
Aunque útil para sus propósitos, este método ha demostrado ser problemático por unas pocas razones:
- El "tiempo oficial" de una paloma no es el verdadero tiempo en que ella llegó, es el tiempo en que el anillo fue quitado, insertado en el reloj y registrado, lo cual podría significar muchos vitales segundos de retraso.

- Las palomas excepcionales pueden llegar a casa primeras en múltiples ocasiones; al conocer la experiencia de que le van a quitar el anillo, lo cual puede ser desagradable, la paloma podría ser renuente a entrar al alojamiento de su nido donde la espera su entrenador.

### Método de cronometraje electrónico
El último desarrollo y método preferido para cronometrar carreras de palomas es el Electronic Timing System (sistema de cronometraje electrónico). La llegada del ave se registra automáticamente. Cuando se usa un sistema electrónico, el criador de palomas incluso no tiene que estar en el alojamiento para registrar el tiempo cuando regresan las aves. A las aves se les pone una banda con un pequeño chip RFID el cual puede ser leído cuando el ave regresa a casa. En el alojamiento de su casa el escáner electrónico registra la llegada de las palomas. La antena se ubica a la entrada del alojamiento y cuando la paloma cruza frente al dispositivo la banda o chip electrónico es escaneado. El reloj está unido a la antena. El número de serie del chip del anillo es registrado junto con el tiempo de llegada. Este es muy similar a los sistemas de cronometraje radial usadas en las carreras humanas.
En febrero de 2008 los miembros del Penygraog Homing Society Racing Pigeon Club en Gales ganó un premio por encontrar un nuevo dispositivo electrónico de cronometraje. El club fue capaz de obtener el dispositivo gracias al financiamiento de la iniciativa de premio All Wales. El secretario del club John Williams dijo: "El dispositivo de cronometraje electrónico ciertamente nos lo hace mucho más fácil".

## Carrera de un único alojamiento (Colombódromos)
La carrera de un único alojamiento es un proceso de entrenamiento de aves de muchos criadores diferentes en el mismo alojamiento, bajo el mismo entrenador y en las mismas condiciones (en oposición a la competencia de entrenadores con sus propios alojamientos que suelen entrenar sus propias aves). Se piensa que es método más justo para evaluar que línea sanguínea o criador es mejor y suele proveer los más altos montos como premio monetario. La palomas son registradas por sistemas de cronometraje electrónico que escanean las aves a medida que entran al alojamiento hogar con los ganadores decididos por ser las aves más rápidas al completar un recorrido de A a B.
La carrera de un único alojamiento se está volviendo ahora muy popular por todo el mundo con aficionados capaces de comparar sus líneas sanguíneas sobre una base de igualdad contra las muchas otras palomas.

## Entrenamiento
Las palomas de carrera son albergadas juntas en un palomar o alojamiento de palomas especialmente diseñado. Desde cerca de cinco semanas de edad hasta el final de la carrera, el palomar de carreras es el hogar de las palomas y es allí a donde retorna en el día de la competición.
Las palomas jóvenes suelen ser entrenadas progresivamente por al menos seis meses antes de permitírseles competir en un evento de carreras. Un entrenamiento inicial de una paloma de carreras involucra su familiarización con su alojamiento y sus alrededores y el entrenamiento en el uso de las distintas características de su hogar (por ejemplo los puntos de entrada). Es en este momento crítico en que las aves aprenden las órdenes, tales como la de entrar al alojamiento cuando el entrenador les chifla.
Luego de unas pocas semanas de entrenamiento inicial y adaptación al hogar, a las jóvenes aves se les permite salir por primera vez. Esto suele ser antes de que ellas puedan volar fuertemente de modo de prevenir que una paloma recelosa vuele lejos antes de aprender a volver a casa. A medida que las aves se hacen adultas, se vuelven más fuertes e inteligentes y se les permite volar más y más lejos de su hogar alojamiento. Cuando unos pocos entrenadores vuelan sus palomas en la misma área, estas bandadas volantes de palomares pueden sumar miles de aves. Este vuelo de palomar familiariza a las aves con el área de su hogar y les permite ponerse en forma. Sin embargo, no las ayuda mucho en relación con encontrar su hogar desde grandes distancias, algo fundamental en una paloma de carreras. A medida que se hacen voladoras confiadas, las jóvenes palomas son llevadas y liberarlas en "tiradas de entrenamiento" progresivamente más largas. Esto es como el formato de una carrera real, aunque en una escala mucho menor y no se suele cronometrar de la misma forma que en las competiciones. Esta práctica de vuelo de palomar y tiradas continúa a lo largo de la vida deportiva de la paloma.
Los métodos de entrenamiento son tan variados como las palomas mismas. Algunos aficionados creen que sus sistemas son el secreto de sus éxitos y guardan celosamente estas lecciones aprendidas duramente. La mayoría de los aficionados explicarán su estrategia básica pero algunos estarán renuentes a compartir los detalles de sus éxitos. Uno de los más populares sistemas es el de viudez. Este sistema usa la motivación de tratar de darle al ave un sentido de urgencia en el día de competencia. El uso de la viudez se inicia usualmente al permitirle a la competidora el criar un pichón en su propia caja. Después de que el pichón ha emplumado la hembra es separada y a menudo la caja del nido es cerrada, de ahí en adelante el único tiempo en que a estas aves se les permite ver su pareja o entrar a su caja nido es al retornar del entrenamiento o de la carrera. Este condicionamiento es uno de los elementos claves en muchos programas de carreras.

## Riesgos

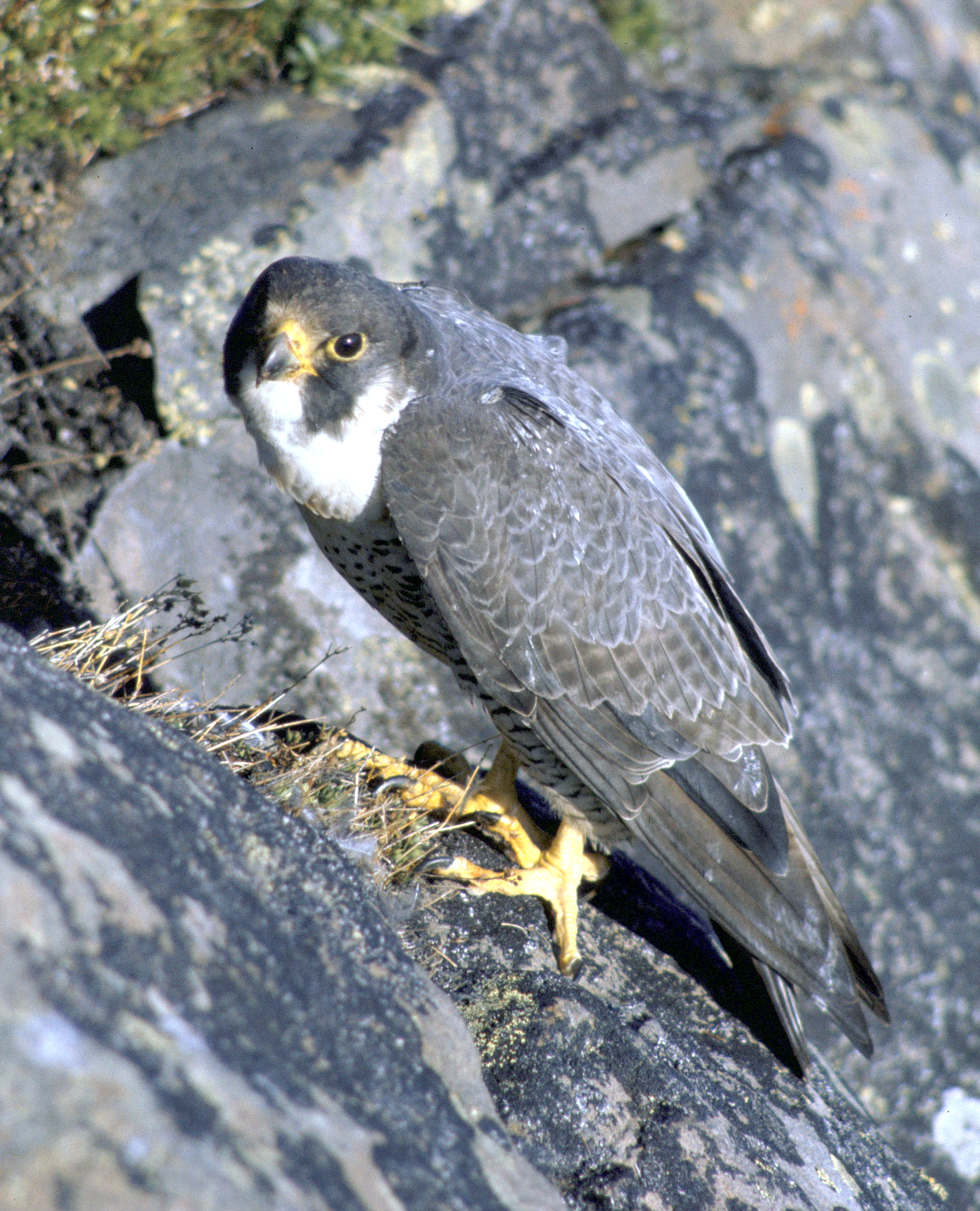
El halcón peregrino es el mayor predador de palomas de carreras.

A medida que las carreras se realizan a grandes distancias en el cielo, en vez de en una ruta de competición, existen muchos riesgos que pueden amenazar a una paloma durante una carrera o en un entrenamiento. El principal riesgo que encuentran las palomas de carrera es la predación por aves de presa. La muerte de palomas valiosas por predadores silvestres ha llevado que se sospeche de aficionados a las palomas de haber matado aves de presas como los halcones.
Se piensa que las palomas de carrera se basan en el campo geomagnético para encontrar el camino a casa. Hay alguna evidencia de que las torres de telefonía móvil podrían afectar la orientación de las aves. Sin embargo, no se ha publicado ninguna investigación sobre esta teoría.

## Reproducción

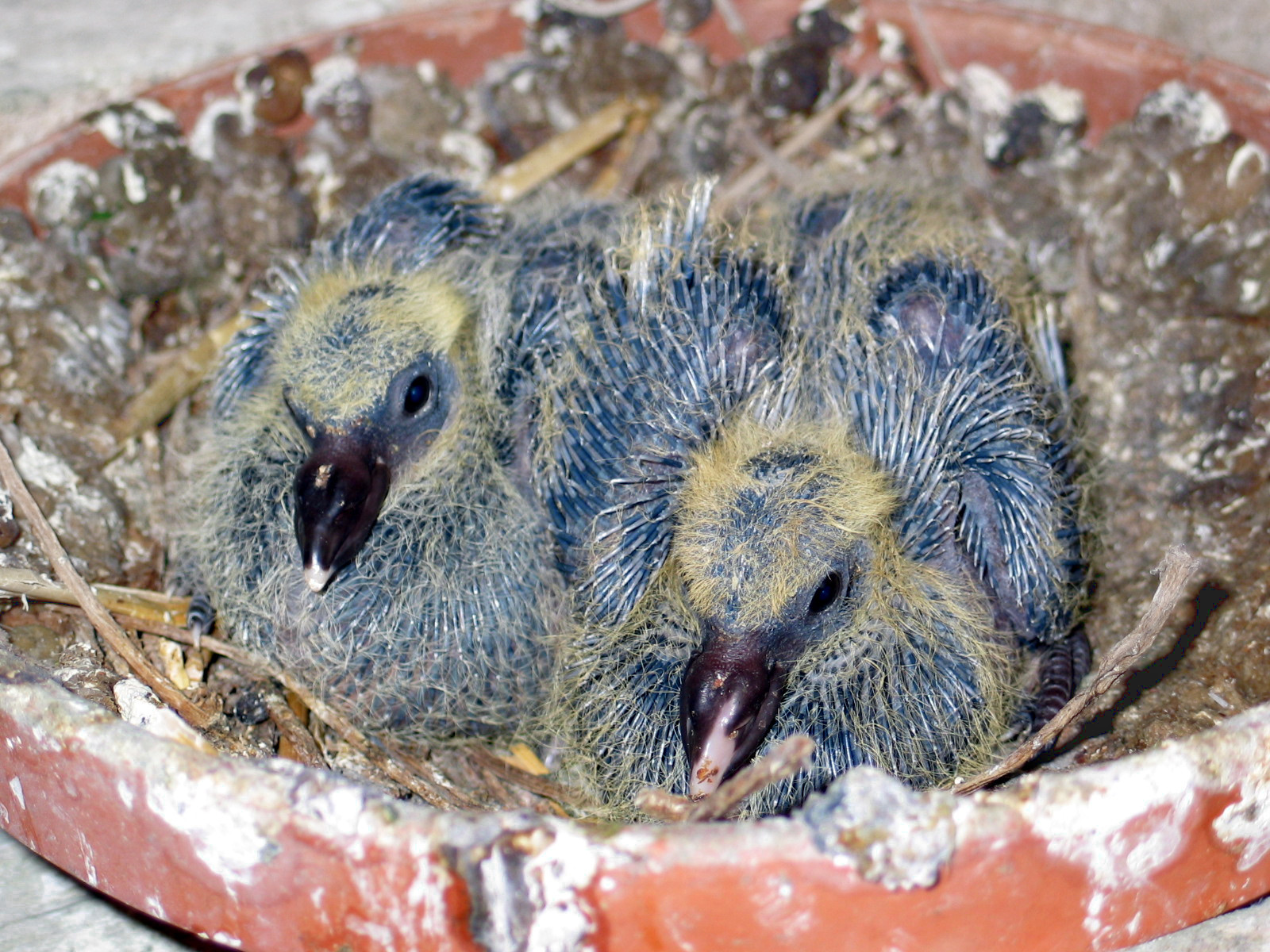
Un par de jóvenes palomas de carrera, con nueve días de nacidas.

Las palomas son sexualmente maduras alrededor de los seis meses de edad. Sin embargo, los aficionados esperan a menudo hasta unos pocos meses más tarde antes de reproducirlas. La hembra pone dos huevos en un intervalo de treinta y seis horas. El primer huevo no es incubado hasta que el segundo es puesto para asegurar que ambos eclosionen al mismo tiempo. El periodo de incubación es de dieciocho días. Los criadores de palomas son cuidadosos en la selección de las parejas para continuar la mejora de la línea y ganar una ventaja competitiva. Es esta cría selectiva la que ha dado lugar a las palomas de carreras actuales, capaces de encontrar su hogar desde más de 1600 km de distancia y volar a velocidades mayores que 130 km/h con viento de cola, pero en promedio en tiempo calmo llegan a 80 km/h[cita requerida]. Las hembras son capaces a menudo de poner hasta doce huevos por año, y los pichones dejan usualmente el nido aproximadamente a las cuatro a seis semanas de nacidos. Siendo la posibilidad reproductiva tan intensa, el colombófilo se asegura de controlar los momentos reproductivos, separando machos y hembras, retirando los huevos del nido o sustituyéndolos por huevos plásticos.

## Países y regiones

### Asia
Las carreras de palomas se están volviendo crecientemente populares en partes de Asia, donde millones de dólares son apostados en carreras, del mismo modo que en carreras de caballos.

### Australia
La mayor organización de carreras de palomas en Australia es la Central Cumberland Federation.
En Australia, las velocidades se registran en metros por minuto. El estate de Queensland también tiene un número de clubes y organizaciones. El mayor de estos es el Qld Racing Pigeon Federation Inc (QRPF). Con sede en Brisbane, la QRPF tiene una larga historia que data desde la Segunda Guerra Mundial. Cada año la QRPF organiza carreras de palomas par sus varios cientos de miembros. Estas carreras comienzan aproximadamente a 145 km en distancia y continúan aumentando la distancia gradualmente hasta unos 1000 km. Un transporte especializado es usado para llevar las aves hasta sus puntos de liberación. Este transporte permite a las aves alimentarse y beber en la ruta antes de la liberación masiva en el momento predeterminado para el vuelo de regreso a los diversos hogares de alojamiento. Muchos miles de palomas competen en carreras cada fin de semana durante los meses de invierno.
El evento principal de alojamiento único de Australia es el Malle Classic  realizado en Ballarat Victoria, el cual es el único evento que atrae reconocimiento internacional y auspiciantes, tales como la cadena "Best Western Hotel" y JV Marine World la mayor muestra de botes en el hemisferio sur.
El deporte de las carreras de palomas ha estado declinando alrededor de Sídney con los miembros más viejos de los clubes que mueren sin ser reemplazados por membresía joven suficiente. El alto costo del pienso y el combustible han contribuido a esta declinación.

### Reino Unido
La primera carrera regular en Gran Bretaña ocurrió en 1881. El deporte está declinando en el Reino Unido con una membresía que declina cerca de un 5% anualmente.
El National Flying Club es un club de carreras de palomas británico, y abierto a cualquiera en Inglaterra y Gales.
En el Reino Unido la carrera de palomas es regulada por 6 organizaciones independientes.
- Irish Homing Union (IHU)[15]
- North of England Homing Union (NEHU)[16]
- North West Homing Union (NWHU)[17]
- Royal Pigeon Racing Association (RPRA)[18]
- Scottish Homing Union (SHU)[19]
- Welsh Homing Union (WPHU)

En 2007 el parlamento británico prohibió las carreras desde el territorio continental europeo hacia Gran Bretaña debido al riesgo de influenza aviar.

### Bélgica
Los hermanos Janssen (Louis, Charel, Arjaan y Sjef) son una familia de famosos y muy exitosos criadores de palomas de carreras de Arendonk, Belgium. Louis Janssen, nacido en 1912, es el último sobreviviente de los hermanos. Palomas descendientes de las suyas se pueden encontrar en todo el mundo.

### Rumanía
Rumanía es uno de los puntos calientes en el deporte de las carreras de palomas en Europa. Muchos criadores de palomas se afilian a la Asociación Nacional cada año, desencadenando más y más retos competitivos. Otro aspecto es el cambio de imagen que han tenido las carreras de palomas en diez años desde 1998, dado que actualmente es considerado un arte refinado dentro del país, con altos premios y apuestas. También se observa una intensa colaboración con aficionados a las palomas de Bélgica, Holanda, Alemania y otros.

### Turquía
El deporte es popular en Turquía. En mayo de 2008 se organizó una competición de 1.150 km desde el pueblo de Manisa hasta Erzurum  con participantes de muchas asociaciones colombófilas de todo el país.

### Estados Unidos
El deporte fue introducido en Estados Unidos alrededor de 1875, aunque las carreras regulares no comenzaron hasta1878.
Este deporte está bien establecido en el país, y está creciendo, según la American Racing Pigeon Union, una de los dos grandes grupos acreditadores, existen 15.000 palomares registrados en los Estados Unidos.
En Chicago este deporte está prohibido.

### Sudáfrica
Sudáfrica es la sede de la más rica competición de carrera de único alojamiento del mundo, la Sun City Million Dollar Pigeon Race.
La Sun City Million Dollar Pigeon Race es la contienda de 4.300 aves de 25 países por un monto en premios de 1,3 millones de dólares. Los mejores competidores ganan automóviles y premios monetarios menores, mientras el ganador absoluto puede aspirar a ganar 200.000 dólares. La carrera de alojamiento único de Sun City recibe aves de todo el mundo enviadas a Sudáfrica como pichones, meses antes de la justa, y entrenadas todas para orientarse y llegar a un único palomar. Luego en el día de la carrera después de haber sido soltadas a 550 km de distancia en el veldt sudafricano, todas las aves compiten por llegar al mismo punto de destino.